# The Little Train Robbery
The Little Train Robbery er en amerikansk stumfilm fra 1905 af Edwin S. Porter.